# Холстово (Псковская область)
Холстово — деревня в Ядровской волости Псковского района Псковской области.
Расположена на правом берегу реки Дубина, в 5 км к юго-востоку от южной границы Пскова и деревни Черёха.
| 2001 | 2002 | 2010 |
| ---- | ---- | ---- |
| 29   | ↘21  | ↘20  |